# Florin Achim
Florin Achim (Baia Mare, 16 luglio 1991) è un ex calciatore rumeno, di ruolo difensore.

## Carriera
Ha giocato nella massima serie dei campionati rumeno e macedone.